# Vlastní hlenky
Vlastní hlenky či také pravé hlenky (Myxomycetes, Myxogastrea) je třída hlenkovitých organismů a součást kmene Mycetozoa. Je jich známo asi 725 druhů v 60 rodech.

## Životní cyklus
V životním cyklu pravých hlenek se střídá haploidní a diploidní fáze. Nejprve se objevuje stadium bičíkatých myxomonád či měňavkovitých myxoaméb, načež z nich vzniká mnohojaderný útvar, tzv. plazmodium. Jsou známy tři druhy plazmodií na základě vzhledu: protoplazmodium, afanoplazmodium a faneroplazmodium. Z plazmodií se někdy vyvíjejí sklerocia (klidové odolné útvary) nebo sporokarpy (reprodukční struktury produkující spory). Také sporokarpů jsou tři druhy: sporangia, aethalia či plazmodiokarpy. Poznají se na základě toho, z jakých částí plazmodia daný sporokarp vznikl.

## Klasifikace
Obvykle se používá tato klasifikace do pěti řádů:
- podtřída Myxogastromycetidae
  - řád Echinosteliales – chloupkovcotvaré
  - řád Liceales – koromilkotvaré
  - řád Physarales – vápenatkotvaré
  - řád Trichiales – vlasatkotvaré
- podtřída Stemonitomycetidae
  - řád Stemonitales – pazderkotvaré

Fylogenetické analýzy z let 2012–2020 přinesly revoluci v přirozené klasifikaci myxomycet. Odhalily nepřirozenost nejen tradičních řádů Echinosteliales, Liceales a Stemonitales, ale i mnohých rodů. Podle současných (rok 2020) představ se vlastní hlenky dělí na dvě přirozené skupiny (navržené však již v r. 1925) – myxomycety se světlými sporami (klad Lamprosporales) a myxomycety s tmavými sporami (klad Amaurosporales):
- klad Lamprosporales Lister, 1925
  - parafyletický řád „Cribrariales“ (odpovídá přibližně tradičnímu řádu Liceales – koromilkotvaré)
  - řád Trichiales – vlasatkotvaré
- klad Amaurosporales Lister, 1925
  - parafyletický řád „Echinosteliales“ – chloupkovcotvaré, zahrnující bazální větve kladu
  - parafyletický řád „Stemonitidales“ (odpovídá přibližně tradičnímu řádu Stemonitales – pazderkotvaré), zahrnující linie kladu, které se odvětvují mezi Echinosteliales a Physarales
  - řád Physarales – vápenatkotvaré.

Klasifikace na nižších úrovních dosud (r. 2020) není ustálená.